# Bifurcation de l'aorte
La bifurcation de l'aorte est le point de terminaison de l'aorte abdominale.

## Structure
La bifurcation de l'aorte est la zone de division de l'aorte abdominale en artères iliaques communes droite et gauche. Elle est située au niveau de la quatrième vertèbre lombaire.
Du point de vue du développement évolutif, l'aorte abdominale se poursuit en réalité par l'artère sacrale médiane qui nait à l'arrière de la bifurcation.

## Aspect clinique
La bifurcation de l'aorte est un repère essentiel en chirurgie vasculaire et en radiologie. Elle se projette sur la peau à environ 2,5 centimètres en bas et à gauche de l'ombilic.
C'est une zone de prédilection pour le développement d'anévrismes aortiques et d'athérosclérose.
L'artère iliaque commune droite passant devant la veine iliaque commune gauche, cette dernière peut être comprimée entre la vertèbre et l'artère en particulier chez les femmes enceintes atteintes de lordose lombaire. Il s'agite du syndrome de May-Thurner qui peut provoquer un ralentissement du flux veineux et la possibilité d'une thrombose veineuse profonde dans la jambe gauche.